# Carolina (Santa Maria)
Carolina é um bairro do distrito da sede, no município gaúcho de Santa Maria, no Brasil. Localiza-se na região norte da cidade.
O bairro Carolina possui uma área de 0,4821 km² que equivale a 0,40% do distrito da Sede que é de 121,84 km² e  0,0269% do municipio de Santa Maria que é de 1791,65 km².

## História
O atual bairro Carolina surgiu como uma subtração do Salgado Filho (Santa Maria) em 2006, e, o nome do bairro se refere a uma de suas unidades residenciais, a Vila Carolina.

## Limites
Limita-se com os bairros: Divina Providência, Nossa Senhora do Perpétuo Socorro, Nossa Senhora do Rosário, Salgado Filho.
Descrição dos limites do bairro: A delimitação inicia no cruzamento do eixo da canalização do Arroio Cadena com a Avenida Borges de Medeiros, segue-se a partir daí pela seguinte delimitação: eixo da canalização do Arroio Cadena, no sentido a montante; eixo da linha férrea Santa Maria-Uruguaiana, no sentido sul contornando para leste, até encontrar a projeção do eixo da Rua Floriano Peixoto; eixo do corredor da antiga linha férrea da fronteira, no sentido sudoeste; eixo da Rua Tomáz Antônio Gonzaga, no sentido oeste; eixo da Rua Fernandes Vieira, no sentido oeste; eixo da Avenida Borges de Medeiros, no sentido norte, até encontrar o eixo da canalização do Arroio Cadena, início desta demarcação.

## Unidades residenciais
O bairro Carolina, pertencente ao distrito da Sede, é uma unidade de vizinhança que contém as seguintes unidades residenciais:
| # | Unidade residencial     | Localização                       | Limites | Obs. |
| - | ----------------------- | --------------------------------- | --- | ---- |
| 1 | Carolina                |                                   | Toda a área do perímetro do bairro Carolina sem denominação específica. |      |
| 2 | Vila Carolina           | 29° 40' 39.03" S 53° 49' 16.47" O | A unidade residencial urbana que limita ao noroeste e norte com o Arroio Cadena; ao sudeste, com o fundo dos lotes que confrontam ao noroeste com a Rua Rui Barbosa; ao sul, com a Rua Fernandes Vieira; ao oeste, nas proximidades de uma sanga afluente do Arroio Cadena. |      |
| 3 | Vila Valdemar Rodrigues | 29° 40' 41.63" S 53° 48' 59.33" O | A unidade residencial urbana que limita ao norte com a linha férrea Santa Maria/Uruguaiana; ao sul, com antiga linha férrea Santa Maria/Fronteira e ao noroeste limita com o fundo dos lotes que confrontam ao sudeste com a Rua Barão do Triunfo.                          |      |

## Demografia

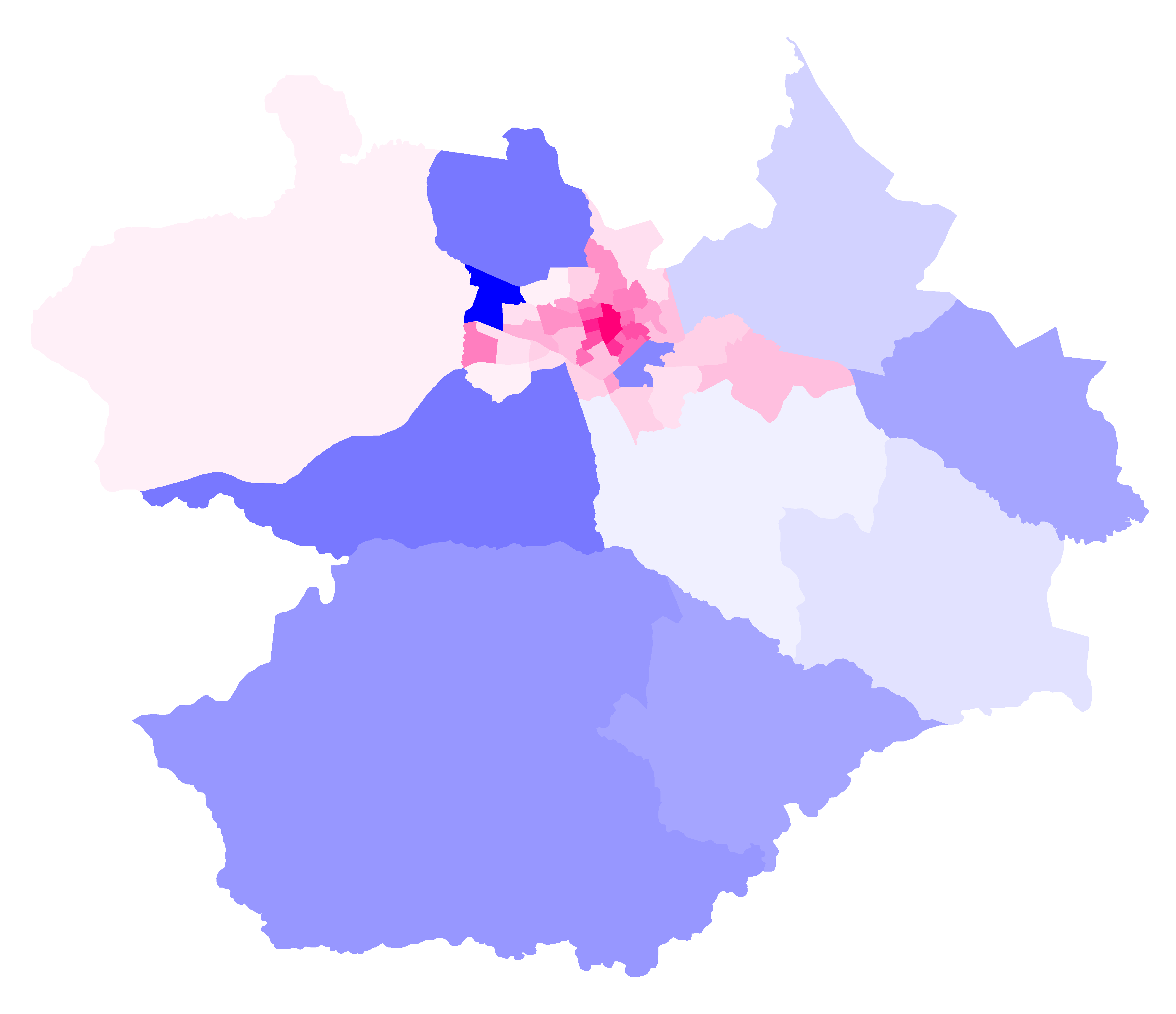
Mapa do município de Santa Maria com as divisões em bairros. Em escalas de azul os bairros com predominância masculina e em escalas de rosa os bairros com predominância feminina. Observa-se que quanto melhor a infraestrutura e o acesso a ela mais convidativo o bairro é para a população feminina. E, reciprocamente, podemos reconhecer os bairros com melhor infraestrutura observando onde a população feminina está concentrada.

Segundo o censo demográfico de 2010, Carolina é, dentre os 50 bairros oficiais de Santa Maria:
- Um dos 41 bairros do distrito da Sede.
- O 26º bairro mais populoso.
- O 50º bairro em extensão territorial.
- O 7º bairro mais povoado (população/área).
- O 23º bairro em percentual de população na terceira idade (com 60 anos ou mais).
- O 43º bairro em percentual de população na idade adulta (entre 18 e 59 anos).
- O 13º bairro em percentual de população na menoridade (com menos de 18 anos).
- Um dos 39 bairros com predominância de população feminina.
- Um dos 30 bairros que não contabilizaram moradores com 100 anos ou mais.

Distribuição populacional do bairro
1. Total: 3356 (100%)
  1. Urbana: 3356 (100%)
  2. Rural: 0 (0%)
2. Homens: 1545 (46,04%)
  1. Urbana: 1545 (100%)
  2. Rural: 0 (0%)
3. Mulheres: 1811 (53,96%)
  1. Urbana: 1811 (100%)
  2. Rural: 0 (0%)